# Welfenstraße
Die Welfenstraße ist eine Innerortsstraße im Stadtbezirk Au-Haidhausen (Nr. 5) von München.

## Verlauf
Die Straße beginnt an der Regerstraße und führt nördlich parallel zu den Gleisen der Bahnstrecke München–Rosenheim zur Auerfeldstraße, auf die sie am Tassiloplatz kurz vor deren Ende an der Balanstraße trifft.

## Öffentlicher Verkehr
Die Straße wird von der Expressbuslinie X30 und den Metrolinien Ringlinien 58 und 68 der Münchner Verkehrsgesellschaft (MVG) durchfahren.

## Namensgeber
Die Straße ist nach dem Hochadelsgeschlecht der Welfen benannt.

## Charakteristik

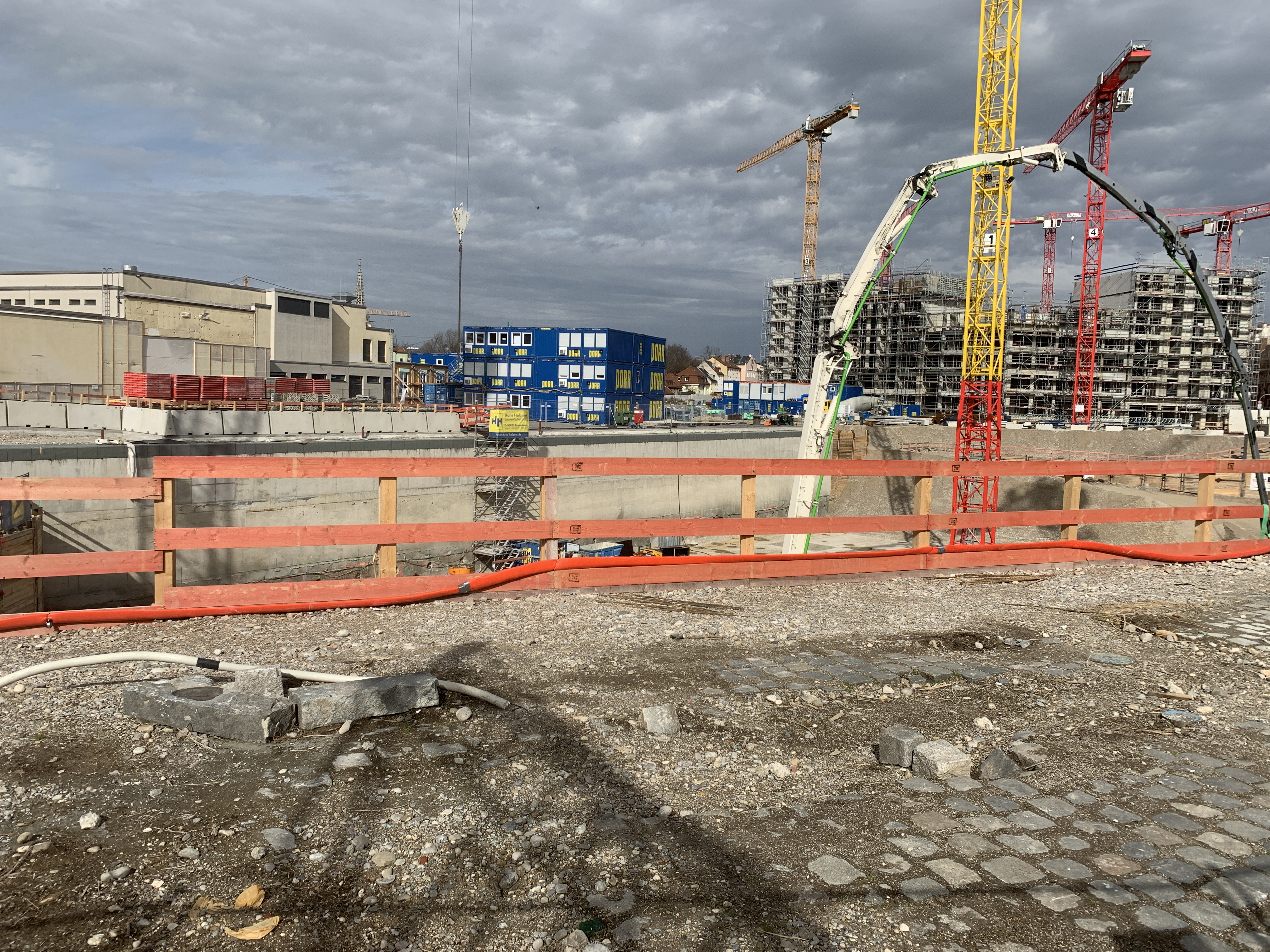
Paulaner-Betriebsgelände: Abbruch und Neubebauung (2020)

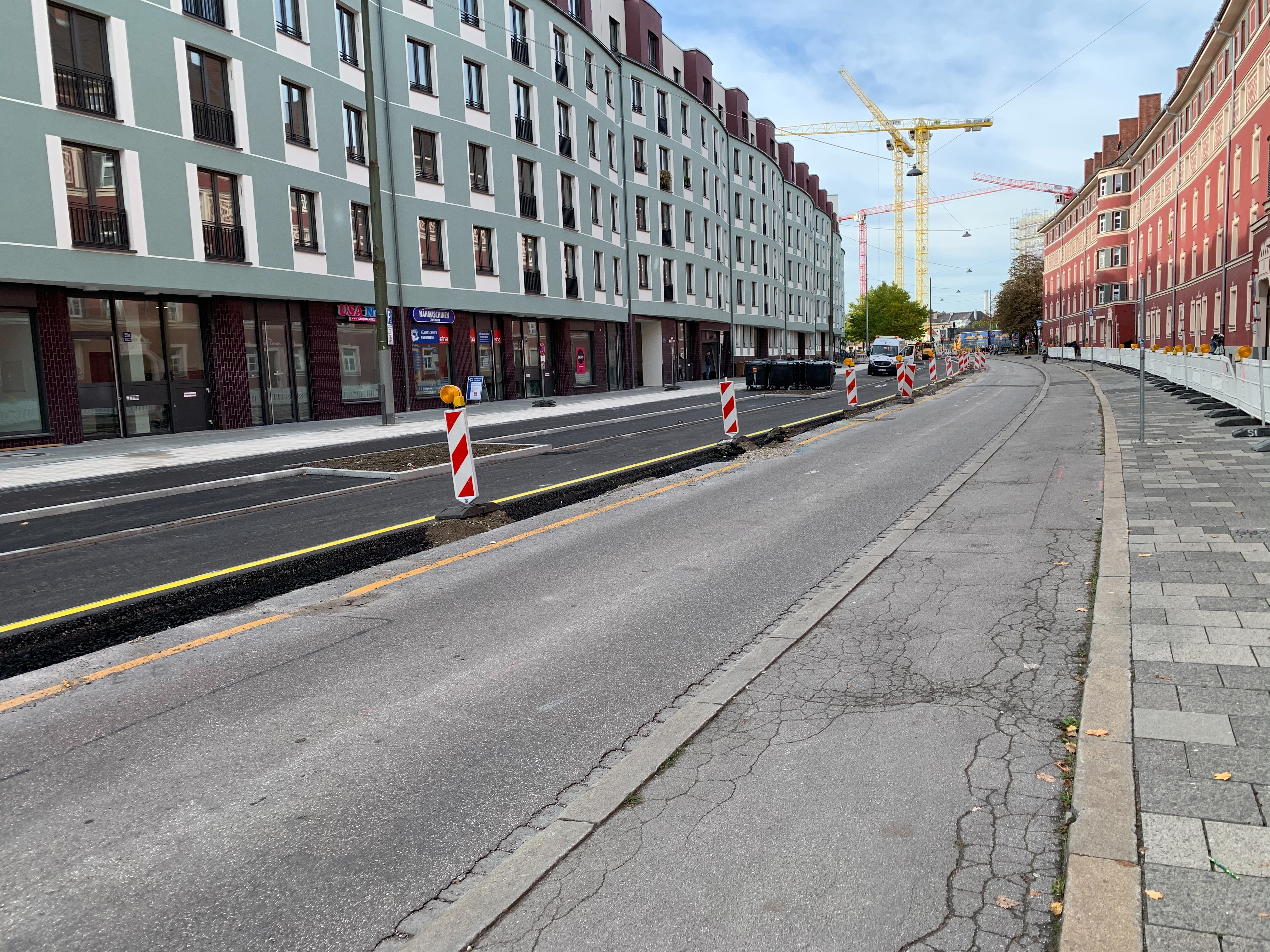
Neubebauung und Straßenerneuerung (2020)

Die Straße ist die kürzeste Verbindung vom Giesinger Zentrum am Tegernseer Platz (TeLa-Post) zum Ostbahnhof. Die Nordseite weist Bebauung teilweise aus den späten 1920er Jahren auf, die Südseite zur Bahn hin war lange gewerblich genutzt und wurde nach der Auflassung des Paulaner-Betriebsgeländes in jüngster Zeit neu überbaut.

## Denkmalgeschützte Bauwerke

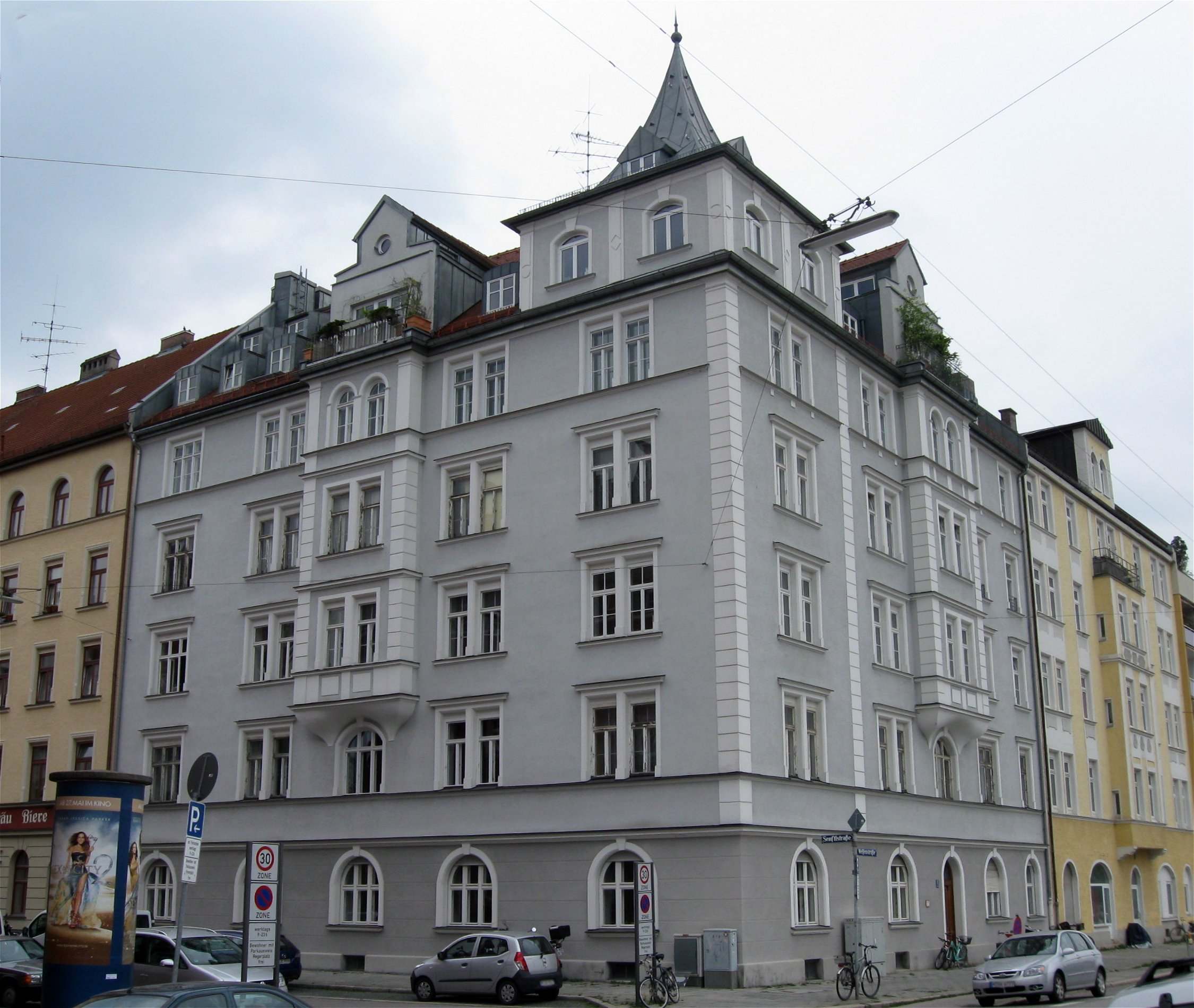
Welfenstraße 15

- Hausnr. 1 bis 13a: Wohnanlage, geschlossener Block auf dreieckig zugeschnittenem Grundstück, mit einschwingenden Fassaden, Eckerkern und Putzdekor, 1927–1929 von Ludwig Naneder für den Bauverein München-Haidhausen; mit Regerstraße 11–23 (ungerade) und Weilerstraße 2–10 (gerade) (Denkmalliste D-1-62-000-7856)
- Hausnr. 15: Mietshaus, Eckbau in deutscher Renaissance, mit zwei Erkern und Eckturm, um 1900 (Denkmalliste D-1-62-000-7383)